# Фри-соло
Фри-соло (англ. Free Solo) — разновидность скалолазания, в которой спортсмен проходит маршрут в одиночку, без использования ИТО, страховочных верёвок и какого-либо другого защитного или вспомогательного снаряжения. Фри-солист использует на маршруте лишь свои скальные туфли, магнезию и щёточку для очистки зацепок и полочек от излишков этого порошка. 
Фри-солисты предварительно изучают маршрут, проходя его несколько раз в одиночку со страховкой, с напарником, или с командой поддержки. Зачастую к серьёзным маршрутам готовятся на других, менее сложных скалах со схожими участками рельефа.
Фри-соло считается самой опасной форма скалолазания, так как у спортсмена нет права на ошибку. В отличие от боулдеринга, фри-солисты поднимаются гораздо выше безопасной высоты, так что срыв может быть фатальным. Хотя у многих скалолазов есть маршруты фри-соло, на которых они чувствуют себя комфортно и уверенно, лишь небольшая группа профессиональных спортсменов выполняют фри-соло на уровнях, близких к пределу их технических и физических возможностей.